# Campeonato Sanmarinense 1989-90
El Campeonato sanmarinense 1989-90 fue la quinta edición del  Campeonato sanmarinense de fútbol.  La Fiorita conquistó su segundo título al vencer por 1-0 al Cosmos en la final.

## Equipos participantes
| Club             | Ciudad         |
| ---------------- | -------------- |
| Cailungo         | Borgo Maggiore |
| Dogana           | Serravalle     |
| Domagnano        | Domagnano      |
| Faetano          | Faetano        |
| Folgore/Falciano | Serravalle     |
| La Fiorita       | Montegiardino  |
| Libertas         | Borgo Maggiore |
| Murata           | San Marino     |
| Tre Fiori        | Fiorentino     |
| Virtus           | Acquaviva      |

## Tabla de posiciones
- Fuente: RSSSF

|  |     | Equipo           | PTS | PJ | PG | PE | PP | GF | GC | DG  |
|  | --- | ---------------- | --- | -- | -- | -- | -- | -- | -- | --- |
|  | 1.  | La Fiorita       | 29  | 18 | 12 | 5  | 1  | 37 | 14 | 24  |
|  | 2.  | Tre Fiori        | 25  | 18 | 7  | 11 | 0  | 30 | 21 | 9   |
|  | 3.  | Domagnano        | 23  | 18 | 8  | 7  | 3  | 25 | 18 | 7   |
|  | 4.  | Libertas         | 22  | 18 | 8  | 6  | 4  | 32 | 21 | 11  |
|  | 5.  | Murata           | 20  | 18 | 7  | 6  | 5  | 30 | 24 | 6   |
|  | 6.  | Folgore/Falciano | 19  | 18 | 5  | 9  | 4  | 20 | 14 | 6   |
|  | 7.  | Faetano          | 16  | 18 | 6  | 4  | 8  | 31 | 23 | 8   |
|  | 8.  | Virtus           | 13  | 18 | 5  | 3  | 10 | 22 | 32 | -10 |
|  | 9.  | Dogana           | 7   | 18 | 2  | 3  | 13 | 23 | 44 | -21 |
|  | 10. | Cailungo         | 2   | 18 | 0  | 2  | 16 | 13 | 66 | -53 |

|  | Clasificación a Play-Offs     |
|  | Descienden a Serie A2 1990-91 |

## Play-offs

#### Primera ronda
|}

#### Segunda ronda
| Equipo 1  | Resultado    | Equipo 2 |
| --------- | ------------ | -------- |
| Domagnano | 0–0 (2:4 p.) | Libertas |
| Montevito | 0–1          | Cosmos   |

|}

#### Tercera ronda
| Equipo 1  | Resultado | Equipo 2  |
| --------- | --------- | --------- |
| Domagnano | 1–0       | Montevito |
| Libertas  | 2–1       | Cosmos    |

|}

#### Cuarta ronda
| Equipo 1  | Resultado    | Equipo 2  |
| --------- | ------------ | --------- |
| Domagnano | 1–2          | Cosmos    |
| Libertas  | 1–1 (5:3 p.) | Tre Fiori |

|}

#### Semifinal
| Equipo 1   | Resultado    | Equipo 2  |
| ---------- | ------------ | --------- |
| Cosmos     | 1–1 (4:3 p.) | Tre Fiori |
| La Fiorita | 4–0          | Libertas  |

|}

#### Final
| Equipo 1 | Resultado | Equipo 2 |
| -------- | --------- | -------- |
| Libertas | 1–3       | Cosmos   |

| Equipo 1   | Resultado | Equipo 2 |
| ---------- | --------- | -------- |
| La Fiorita | 1–0       | Cosmos   |

| Campeón              |
|                      |
| La Fiorita 2° título |